# احمد بناکتی
احمد بَناکَتی یا احمد فناکتی؛ ۱ ژانویهٔ ۱۲۰۰ – ۱۰ آوریل ۱۲۸۲) یکی از پارسی‌زبانی مسلمان در دوره قراختاییان بود که در سمت وزیر اقتصاد به قوبلای خان و دودمان یوآن خدمت می‌کرد. وی به عنوان وزیر ارشد قوبلای خان که سیستم مالی مغولان را با موفقیت‌آمیز به وجود آورد، شناخته می‌شود. وی به دلیل فساد وی در تاریخ سلسله یوآن یک «وزیر شرور» قلمداد می‌شد.
احمد بناکتی در بناکت، شهری در بخش بالایی سیردریا در آسیای مرکزی، تحت حاکمیت قراختاییان زندگی می‌کرد تا زمانی که این شهر توسط امپراتوری مغول تسخیر شد. احمد از طریق ملکه خاتون، که او را از پیش از ازدواج می‌شناخت، مشغول به کار در زیردست قوبلای خان شد. در سال ۱۲۶۴ ارتقا مقام پیدا کرد و مسئول دفتر امور مالی شد.

## سریال مارکوپولو
بخشی از زندگی احمد بناکتی در سریال مارکوپولو به نمایش درآمده است.